# Gornje Biljane
Gornje Biljane – wieś w Chorwacji, w żupanii zadarskiej, w mieście Benkovac. W 2011 roku liczyła 170 mieszkańców.